# Kościół św. Jana Chrzciciela w Brzóstkowie
Kościół św. Jana Chrzciciela w Brzóstkowie – klasycystyczny, rzymskokatolicki kościół parafii św. Jana Chrzciciela w wielkopolskim Brzóstkowie.

## Historia
Kościół wzniesiono w latach 1838-1840 nieopodal miejsca, gdzie wcześniej stała mniejsza, drewniana świątynia z 1660 roku, która z kolei zastępowała jeszcze starszą świątynię drewnianą z roku 1419 (oba drewniane kościoły spłonęły). Fundatorem nowej, murowanej budowli był krajczy koronny – Antoni Czarnecki (1756-1845), zaś architektem – Jerzy Andrzejewski. Istnieje jednak hipoteza, iż pieniądze na budowę kościoła pochodziły z niewykorzystanych składek miejscowej ludności na wsparcie powstania listopadowego. Ze starego kościoła przeniesiono tu dwa dzwony z lat 1660 i 1729 oraz pochodzącą z XVII wieku figurę patrona świątyni – św. Jana Chrzciciela.
Kościół św. Jana Chrzciciela w Brzóstkowie był stałym miejscem modlitw Hieronima Gorzeńskiego, właściciela pobliskiego pałacu w Śmiełowie, w którym gościł Adama Mickiewicza w roku 1831.
8 sierpnia 1913 roku kościół, wraz z zabytkowymi dzwonami, uległ zniszczeniu w pożarze wywołanym uderzeniem pioruna. Zdołano jednak odratować figurę patrona. Restauracja i częściowa rekonstrukcja świątyni była możliwa dzięki ofiarności parafian, hrabiego Wiktora Czarneckiego oraz dzięki staraniom ówczesnego proboszcza parafii – ks. Konstantego Pieprzyckiego. Prace przy odbudowie trwały od roku 1914 do 1916. Dwa nowe dzwony zakupiono z ofiar parafian w roku 1958.
26 kwietnia 1960 do kościoła przybył z wizytacją prymas Polski, kard. Stefan Wyszyński. W związku z ówczesną trudną sytuacją polityczną i szykanami administracyjnymi, wizyta ta była utrzymywana w ścisłej tajemnicy, bez oficjalnych ceremonii i rozgłosu.
20 września 1998 roku, z okazji 200-lecia urodzin Adama Mickiewicza, w kościele odbyła się msza św. za duszę wieszcza, którą odprawił ks. bp Stanisław Napierała. W uroczystościach rocznicowych wzięli udział m.in. August Chełkowski (marszałek Senatu RP w latach 1991-1993), prof. Zbigniew Sudolski (mickiewiczolog) oraz przedstawiciele władz wojewódzkich, powiatowych i miasta Żerkowa. Podobna uroczystość, w 150. rocznicę śmierci Mickiewicza, miała miejsce 27 listopada 2005 r. Wśród zaproszonych gości byli m.in. Jerzy Zelnik i Magdalena Zawadzka. 
Prezes wydawnictwa Zysk i S-ka, Tadeusz Zysk, sfinansował w latach 2000-2009 rekonstrukcję zwieńczenia wieży, zegar, organy oraz instalację grzewczą, co upamiętnia dziś granitowa tablica w przedsionku kościoła (odsłonięta 25 kwietnia 2009 r.).
20 stycznia 2013 r., w ramach obchodów 150. rocznicy wybuchu powstania styczniowego, u podnóża kościoła odsłonięto i poświęcono tablicę pamiątkową ku czci pułkownika Józefa Borzęckiego. W uroczystościach wzięli udział i wygłosili przemówienie m.in. Tadeusz Zysk oraz prof. Stanisław Mikołajczak z Uniwersytetu Adama Mickiewicza w Poznaniu.

## Opis
Kościół jest założony na planie prostokąta; jednonawowy (bez transeptu), nakryty dachem dwuspadowym. Do wejścia głównego przylega portyk kolumnowy w porządku jońskim. Nad wejściem wznosi się czworoboczna, zwieńczona ozdobnym hełmem wieża z dzwonem i zegarem. We wnętrzu świątyni znajduje się ołtarz główny (z XIV-wiecznym krucyfiksem) oraz dwa boczne (m.in. z obrazem Matki Bożej z Dzieciątkiem, z XVII wieku). Zwracają uwagę ponadto klasycystyczna ambona i chrzcielnica. Płaski sufit wsparto na ścianach przedzielonych marmoryzowanymi pilastrami. Polichromia oraz obraz Najświętszego Serca Pana Jezusa (1934) w ołtarzu bocznym są dziełem Andrzeja Wrzesińskiego. Do cennych zabytków kościoła należy także krzyż z relikwiami św. Walentego z 1632 r. oraz licząca ok. 600 lat figurka Matki Bożej Siewnej.
W podziemiach kościoła znajduje się krypta grobowa ze szczątkami dawnych dziedziców Brzóstkowa i pobliskich Raszew. Wokół kościoła rozciąga się ceglany mur z grobowcami w narożnikach; pochowany tam jest m.in. powstaniec listopadowy – Józef Borzęcki (ostatni dowódca „czwartaków” przed internowaniem pułku w Prusach). W świątyni spoczywa ponadto jej fundator – Antoni Czarnecki (1756–1845) oraz Ludwik Paweł Sczaniecki, pułkownik w powstaniu listopadowym, dowódca 2 Pułku Jazdy Kaliskiej.